# Olympique Lyon
Olympique Lyon (francouzsky Olympique Lyonnais) je francouzský fotbalový klub z Lyonu, který v současnosti hraje nejvyšší francouzskou fotbalovou soutěž Ligue 1
Mužský tým Lyonu patří k předním ve Francii. V prvním desetiletí 21. století vyhrál sedm titulů mistra v řadě. V pohárové Evropě byl největší úspěch v sezoně 2009/10 a 2019/20 kdy ho v semifinále v obou případech Ligy mistrů vyřadil FC Bayern Mnichov. Tým hraje své domácí zápasy na Parc Olympique Lyonnais.
Ženský tým byl ke klubu přičleněn v roce 2004 a v poslední době je nejlepším v Evropě (v roce 2019 již 6. triumf v ženské Lize mistryň).
Lyon má dlouhodobou rivalitu s Olympique Marseille (Choc des Olympiques) a s AS Saint-Étienne (Derby du Rhône).

## Historie
Olympique Lyon vznikl v roce 1950 sloučením klubů FC Lyon (vznikl roku 1895) a Lyon Olympique Universitaire (vznikl roku 1899).
Hned další rok po sloučení Lyon postoupil do první ligy, ze které však zase záhy sestoupil – to klub vedl jeho vůbec první trenér Oscar Heisserer, bývalý fotbalista.
O tři sezóny později se Lyon mezi elitní týmy vrátil a zůstal mezi nimi dalších skoro třicet let. V tomto období získal třikrát domácí pohár zvaný Coupe de France, a to v letech 1964, 1967 a 1973. V ročníku 1963/64 Poháru vítězů pohárů dokráčel do semifinále, kde jej vyřadil pozdější vítěz Sporting Lisabon. Ve francouzské lize patřil Lyon do „šedého průměru“, zatímco jejich úhlavní rival ze Saint-Étienne prožíval v 70. letech úspěšnou éru.
Lyon sestoupil v roce 1983 po takřka třech dekádách a následně strávil šest roků mezi druholigovými celky. V této době usedl do křesla klubového prezidenta Jean-Michel Aulas. Pod vedením trenéra Raymonda Domenecha se Lyon roku 1989 vrátil do nejvyšší ligy.
Aulasovo vedení postupně proměnilo Lyon v konkurenceschopný tým, který se v sezóně 1994/95 umístil druhý a zajistil si tak první účast v Lize mistrů. V roce 1999 mužstvo posílil brazilský útočník Sonny Anderson z Barcelony, který následující čtyři ročníky vstřelil 87 gólů ve 156 zápasech.
Jeho přítomnost byla znát, neboť se stal nejlepším střelce ligy a Lyonu pomohl ke třetímu místu. Králem mezi střelci se stal také další sezónu 2000/2001. Lyon se třetím místem kvalifikoval do 3. předkola Ligy mistrů, ve kterém vyřadil Inter Bratislava a dostal se do skupiny. Ze základní skupiny postoupil do osmifinálové skupiny, ze které se však do čtvrtfinále nakonec neprobojoval, zatímco v lize skončil druhý za Nantes, na které vyvíjel ze druhého místa nátlak skoro celou sezónu. Malou útěchou se stala trofej z Coupe de la Ligue. Další rok v Lize mistrů skončil v základních skupinách.

### Sedm mistrovských titulů v řadě
Přes nepostup ze skupin LM se sezóna 2001/02 stala průlomovou. Trenér Jacques Santini se mohl spolehnout na brazilskou skupinu hráčů jako byli Juninho Pernambucano, Sonny Anderson, Edmílson či Caçapa. Lyon získal mistrovský titul v posledním kole na úkor Lens.
Po druhé sezóně v klubu odešel trenér Santini, uvolněná pozice připadla Paulu Le Guenovi.
Během ročníku 2002/03 Le Guen zdárně obhájil titul, ačkoliv 12 kol před koncem jeho tým okupoval až pátou příčku. Do budoucích bojů vkročilo mužstvo už bez Sonnyho Andersona, jehož měl nahradit jiný brazilský forvard Giovane Élber.
Dalším forvardem, který měl střílet góly byl již v klubu působící Péguy Luyindula. Na jaře 2004 přibyla další ligová trofej navzdory snahám Monaka a PSG zastavit sílícího hegemona. Povedené výkony v záložní řadě zaznamenal vedle Juninha také Ghaňan Michael Essien nebo ofenzivnější Florent Malouda. Tato nová páteř mužstva získala titul také v ročníku 2004/05, a to s náskokem 12 bodů.
Pozornost opoutalo březnové osmifinále Ligy mistrů proti Brémám – výhru 3:0 na německé půdě následovalo vysoké domácí vítězství 7:2 a postup do čtvrtfinále.
Letní měsíce let 2004 a 2005 s sebou přinesly změny; odešli Edmílson, Essien, Élber a i Luyindula. Do obrany proto přišli Éric Abidal a Cris, do útoku pak Sylvain Wiltord (jako volný hráč) a Nílmar (po roce vystřídaný Fredem), později John Carew. Další ofenzivně nadaní přešli do A–týmu z akademie, konkrétně Karim Benzema a Hatem Ben Arfa. Část peněz z prodeje Essiena byla vynaložena na nákup Tiaga, Essienovy náhrady.
Aulas zacílil na úspěch v Evropě a Le Guen byl nucen uvolnit trenérskou pozici Gérardu Houllierovi.
Na francouzské scéně se nezměnilo nic a Lyon si došel pro pátý titul, dokonce s náskokem 15 bodů. Putování Ligou mistrů skončilo ve čtvrtfinále na štítu AC Milán. Po domácí remíze 0:0 držel Lyon na San Siru postupovou remízu 1:1. Semifinále bylo zhaceno dvěma góly Ševčenka v závěrečných minutách.
V ročníku 2006/07 se bodová propast mezi prvním Lyonem a druhým Olympique Marseille zvýšila na 17 bodů. Novými tvářemi se stali Jérémy Toulalan, Sébastien Squillaci, Alou Diarra či Kim Källström. Houllier odešel a jeho role se chopil Alain Perrin. Ten v sezóně 2007/08 zaznamenal další titul a výhru v Coupe de France. Konečnou v Lize mistrů se stalo osmifinále proti Manchesteru United disponujícím Cristianem Ronaldem.
Francouze mohli těšit výkony potentního Karima Benzemy (31 gólů ve všech soutěžích). Perrin vydržel jen rok, nahradil jej Claude Puel. Osmifinále Ligy mistrů postavilo Lyon proti budoucímu vítězi, Barceloně. Ta v konečném součtu vyhrála 6:3. Ligu odstartoval obhájce o poznání hůře než v minulých letech a postupem času se začaly projevovat odchody klíčových hráčů Abidala, Maloudy, Diarry, Wiltorda a Tiaga. V průběhu sezóny patřil Lyon mezi kandidáty na prvenství, ale nakonec se trofeje dočkalo Bordeaux.
V sezoně 2009/10 postoupil Lyon do semifinále. V předkole smetl Anderlecht Brusel. Ve skupině to odnesli Liverpool FC, Debreceni VSC a ACF Fiorentina. V osmifinále porazil Real Madrid, ve čtvrtfinále čekal další francouzský tým: FC Girondins de Bordeaux. To byl poslední postup, protože v semifinále Lyon prohrál s Bayernem Mnichov. Neprůstřelnost brankáře v Lize mistrů trvala téměř deset a půl hodiny, než ji ukončil hráč Realu Madrid, Portugalec Cristiano Ronaldo.

## Rivalita
Souboj mezi Lyonem a Saint-Étienne se nazývá Derby du Rhône. Zatímco Lyon je považován za klub pro vyšší společenské třídy, Saint-Étienne mívá fanoušky mezi lidem prostých profesí. Lyon byl úspěšný mezi roky 2000 až 2010, naopak Saint-Étienne zažilo úspěšné období v 60. a 70. letech.
Počátky derby se datují do roku 1951.
Derby mezi Olympique Lyon a Olympique Marseille nese název Choc des Olympiques a není tak vyhrocené jako jiná derby, neboť vychází spíše ze vzájemné konkurence dvou historicky úspěšných týmů než z nevraživosti.
Pro ženský tým je rivalem německý celek Wolfsburg, který spolu s Lyonem panuje evropskému ženskému fotbalu. V roce 2020 platilo, že se oba týmy setkaly ve finále Ligy mistrů třikrát.
Příznivci Olympique Lyon se rovněž sdružují do fanklubů, z nichž jsou Bad Gones 1987 a Lugdunum’s Lions jedny z nejznámějších.

## Akademie
Olympique Lyon patří ve výchově mladých fotbalistů ke špičce, v žebříčku organizace CIES Football Observatory patřilo klubu v roce 2018 druhé místo za Realem Madrid, zatímco v roce 2017 to bylo místo třetí.

V říjnu 2018 hrálo v elitních evropských ligách (Anglie, Itálie, Španělsko, Německo a Francie) 35 fotbalistů odchovaných Lyonem, vyšší počet má Real Madrid. Podle odhadů klubu podepsalo profesionální smlouvu 8% až 12% odchovanců, oproti průměru 5% až 6% u jiných klubů Francie.
Francouzské sportovní organizace mají od roku 1973 povinnost provozovat mládežnická centra a Olympique Lyon byl jednou z prvních, která se mládeží začala zaobírat.
U zrodu lyonské akademie stála dvojice José Broissart a Alain Thiry. Další progres ve výchově mládeže nastal s příchodem Jeana-Michela Aulase v roce 1987. Mezi roky 2003 až 2017 vedl oddělení hledající mladé talenty Gerard Bonneau.

## Získané trofeje

### Vyhrané domácí soutěže
- 1. francouzská liga ( 7× )

(2001/02, 2002/03, 2003/04, 2004/05, 2005/06, 2006/07, 2007/08)
- Francouzský fotbalový pohár ( 5× )

(1963/64, 1966/67, 1972/73, 2007/08, 2011/12)
- Ligový pohár ( 1× )

(2000/01)
- Francouzský superpohár ( 8× )

(1973, 2002, 2003, 2004, 2005, 2006, 2007, 2012)

### Vyhrané mezinárodní soutěže
- Pohár Intertoto ( 1× )

(1997)

## Čeští hráči v klubu
- Milan Baroš – v Lyonu působil od ledna 2007, v kádru se však neprosadil podle očekávání, a proto po roce odešel na hostování do anglického klubu Portsmouth FC a v srpnu roku 2008 pak přestoupil do tureckého Galatasaraye.
- Antonín Tichý – 1950-1953
- 🇨🇿 Pavel Šulc - 2025-
- 🇨🇿 Adam Karabec - 2025-

## Slavní hráči
| - Sonny Anderson - Fred - Edmílson - Juninho Pernambucano - Lisandro López - Milan Baroš - Fabio Grosso - John Carew - Miralem Pjanić - Tiago - Michael Essien - Kim Källström - Éric Abidal |  | - Karim Benzema - Grégory Coupet - Fleury Di Nallo - Jean Djorkaeff - Raymond Domenech - Ludovic Giuly - Sidney Govou - Aimé Jacquet - Bernard Lacombe - Florent Malouda - Sylvain Wiltord - Hugo Lloris - Jérémy Toulalan |

## Trenéři
| Funkce            | Jméno                | Od kdy          |
| ----------------- | -------------------- | --------------- |
| Hlavní trenér     | Peter Bosz           | červen 2021     |
| Asistenti trenéra | Gérald Baticle       |                 |
| Asistenti trenéra | Claudio Cacapa       |                 |
| Asistenti trenéra | Claude Fichaux       |                 |
| Trenér brankářů   | Grégory Coupet       |                 |
| Sportovní ředitel | Juninho Pernambucano | 26. května 2019 |

### Dosavadní trenéři
| Období od          | Období do          | Trenér                  |
| ------------------ | ------------------ | ----------------------- |
| chybí              | chybí              | chybí                   |
| 1. července 1980   | 15. listopadu 1981 | Jean-Pierre Destrumelle |
| 16. listopadu 1981 | 15. února 1982     | Vladimir Kovačević      |
| 16. února 1982     | 30. června 1984    | Robert Herbin           |
| 1. července 1984   | 15. října 1987     | Robert Nouzaret         |
| 16. října 1987     | 15. března 1988    | Denis Papas             |
| 1. července 1988   | 30. června 1993    | Raymond Domenech        |
| 1. července 1993   | 30. června 1995    | Jean Tigana             |
| 1. července 1995   | 30. června 1996    | Guy Stéphan             |
| 1. července 1996   | 30. června 2000    | Bernard Lacombe         |
| 1. července 2000   | 30. června 2002    | Jacques Santini         |
| 21. května 2002    | 9. května 2005     | Paul Le Guen            |
| 1. července 2005   | 30. června 2007    | Gérard Houllier         |
| 1. července 2007   | 30. června 2008    | Alain Perrin            |
| 2008               | 2011               | Claude Puel             |
| 1. července 2011   | 30. června 2014    | Rémi Garde              |
| 1. července 2014   | 23. prosince 2015  | Hubert Fournier         |
| 24. prosince 2015  | 30. června 2019    | Bruno Génésio           |
| 1. července 2019   | 7. října 2019      | Sylvinho                |
| 14. října 2019     | červen 2021        | Rudi García             |
| červen 2021        | říjen 2022         | Peter Bosz              |
| říjen 2022         | současnost         | Laurent Blanc           |